# La Zarra
Фати́ма Захра́ Хафди́ (фр. Fatima Zahra Hafdi; род. 25 августа 1987, Монреаль, Квебек, Канада), известная под сценическим именем La Zarra — канадская и французская певица и автор песен. Представительница Франции на конкурсе песни «Евровидение-2023» с синглом «Évidemment».

## Биография
Фатима Захра Хафди родилась в канадском Монреале, в семье франкоканадцев марокканского происхождения. Популярность обрела в 2016 году, когда выпустила свой дебютный сингл «Printemps blanc» в сотрудничестве с французским рэпером Ниро. В 2021 году выступила сингл «Tu t’en iras», который регулярно транслировался по радио и телевидению. Сингл получил платиновый сертификат Национального фонографического синдиката (SNEP). В том же году певица была номинирована на «NRJ Music Awards» на франкоязычное откровение года, чему отчасти способствовал успех её дебютного альбома «Traîtrise». 12 февраля 2023 года была выбрана французской телерадиокомпанией «France Télévisions» представительницей Франции на конкурсе «Евровидение-2023» с синглом «Évidemment».
В январе 2024 года La Zarra призывала исключить Израиль из международного музыкального конкурса Евровидение-2024.

## Дискография

### Студийные альбомы
| Название  | Детали                                                                    | Наивысшая позиция чарта | Наивысшая позиция чарта |
| Название  | Детали                                                                    | FRA                     |                         |
| --------- | ------------------------------------------------------------------------- | ----------------------- | ----------------------- |
| Traîtrise | - Дата выхода: 3 декабря 2021 - Лейбл: Polydor Records, Indifference Prod | 82                      |                         |

### Как сольный исполнитель
| Название                  | Год  | Наивысшая позиция чарта | Сертификация    | Альбом             |
| Название                  | Год  | FRA                     | Сертификация    | Альбом             |
| ------------------------- | ---- | ----------------------- | --------------- | ------------------ |
| «À l’ammoniaque/Mon dieu» | 2020 | —                       |                 | Не входит в альбом |
| «Printemps blanc»         | 2021 | —                       |                 | Не входит в альбом |
| «Tirer un trait»          | 2021 | —                       |                 | Не входит в альбом |
| «Tu t’en iras»            | 2021 | 75                      | - FRA: Платинум | Traîtrise          |
| «TFTF»                    | 2021 | —                       |                 | Traîtrise          |
| «Santa Baby»              | 2021 | —                       |                 | Не входит в альбом |
| «Sans moi»                | 2022 | —                       |                 | Не входит в альбом |
| «Évidemment»              | 2023 | —                       |                 | Не входит в альбом |
| «Diva»                    | 2025 | —                       |                 |                    |

## Награды и номинации
| Год  | Премия                | Номинация                   | Результат | Прим.  |
| ---- | --------------------- | --------------------------- | --------- | ------ |
| 2021 | 23rd NRJ Music Awards | Франкоязычная артистка года | Номинация | [ 10 ] |
| 2022 | 44th Félix Awards     | Открытие года               | Номинация | [ 11 ] |
| 2022 | 33rd SOCAN Awards     | Открытие года               | Победа    | [ 12 ] |